# Municipio de Clear Creek (condado de Marion)
El municipio de Clear Creek (en inglés: Clear Creek Township) es un municipio ubicado en el condado de Marion en el estado estadounidense de Kansas. En el año 2010 tenía una población de 548 habitantes y una densidad poblacional de 2,79 personas por km².

## Geografía
El municipio de Clear Creek se encuentra ubicado en las coordenadas 38°28′13″N 96°56′34″O / 38.47028, -96.94278. Según la Oficina del Censo de los Estados Unidos, el municipio tiene una superficie total de 196.27 km², de la cual 195,87 km² corresponden a tierra firme y (0,2 %) 0,4 km² es agua.

## Demografía
Según el censo de 2010, había 548 personas residiendo en el municipio de Clear Creek. La densidad de población era de 2,79 hab./km². De los 548 habitantes, el municipio de Clear Creek estaba compuesto por el 95,8 % blancos, el 1,28 % eran amerindios, el 0,18 % eran asiáticos, el 0,73 % eran de otras razas y el 2,01 % eran de una mezcla de razas. Del total de la población el 4,01 % eran hispanos o latinos de cualquier raza.